# 피에로 토시

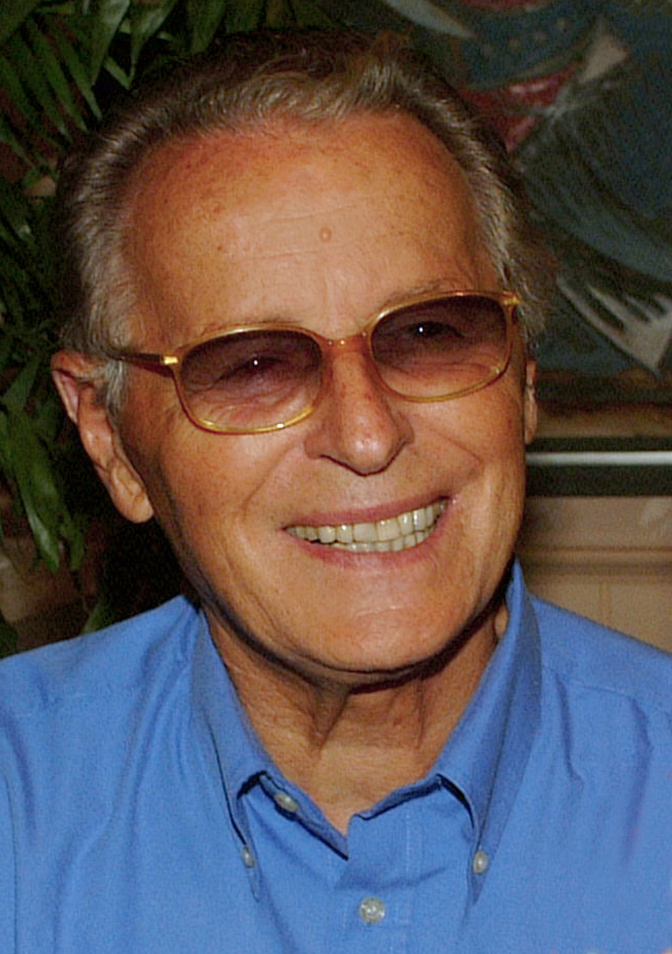

피에로 토시(이탈리아어: Piero Tosi, 1927년 4월 10일 ~ 2019년 8월 10일)는 이탈리아의 의상 디자이너이다. 그는 아카데미 의상 디자인상에 다섯 번 후보로 올랐다. 2013년 의상 디자이너로는 최초로 아카데미 공로상을 수상하였다.
1. ↑  “Piero Tosi”. 《oscars.org》.